# Lo Borg (Droma)
Borg (de Valinça) (en francès Bourg-lès-Valence) és un municipi francès situat al departament de la Droma i a la regió d'Alvèrnia-Roine-Alps.